# Franz Radziwill
Franz Radziwill (6 de febrero de 1895, Rodenkirchen  - 12 de agosto de 1983, Wilhelmshaven) es un pintor alemán. A menudo pinta paisajes urbanos de tono apocalíptico, asolados por la guerra, muerte y clima extremo, inspirado por su participación en la Primera y Segunda Guerra Mundial.
En forma similar a muchos otros artistas de su tiempo, intenta llamar la atención sobre aspectos de la cultura moderna y la tecnología.

## Biografía
Franz Radziwill se interesa por la irracionalidad de las obras de Die Brücke y Marc Chagall, se establece en Berlín a principios de la década de 1920. Luego se opondrá a la abstracción, adoptando su propio estilo, calificado como un realista mágico. El tema de los peligros del desarrollo tecnológico moderno será fundamental para su trabajo, pero su adhesión al partido nazi ahora es frecuentemente criticada.